# Potamogeton × grovesii
Potamogeton × grovesii là một loài thực vật có hoa lai ghép trong họ Potamogetonaceae. Loài này được Dandy & G.Taylor miêu tả khoa học đầu tiên năm 1967.